# Brusciano
Brusciano é uma comuna italiana da região da Campania, província de Nápoles, com cerca de 15.202 habitantes. Estende-se por uma área de 5 km², tendo uma densidade populacional de 3040 hab/km². Faz fronteira com Acerra, Castello di Cisterna, Mariglianella, Marigliano, Somma Vesuviana.

## Demografia
| Variação demográfica do município entre 1861 e 2011                               |
|                                                                                   |
| Fonte: Istituto Nazionale di Statistica (ISTAT) - Elaboração gráfica da Wikipedia |